# Burgruine Hauseck
Die Burgruine Hauseck ist eine ehemalige spätmittelalterliche Adelsburg über dem Ort Hauseck östlich von Hirschbach im oberpfälzischen Landkreis Amberg-Sulzbach in Bayern. Die Oberburg der Ruine ist frei zugänglich, ein großer Teil der Unterburg ist in Privatbesitz und kann nicht betreten werden. „Grundmauerreste aus dem 14. Jh. und später“ sind als Baudenkmal unter der Aktennummer D-3-71-140-9 verzeichnet, „Archäologische Befunde des Mittelalters und der frühen Neuzeit im Bereich der Schloss- und Burgruine ‚Hauseck‘“ werden als Bodendenkmal unter der Aktennummer D-3-6435-0124 geführt.

## Geografische Lage

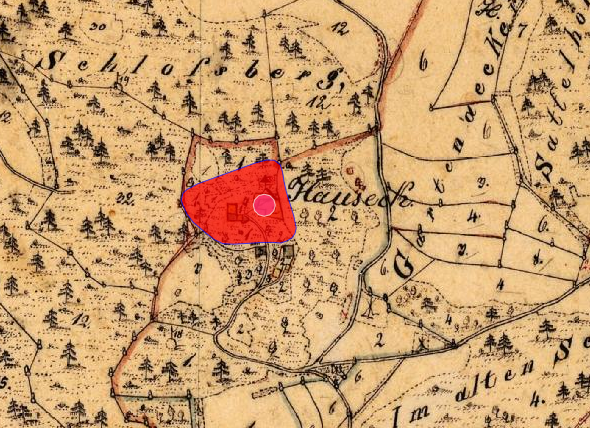
Lageplan von Burgruine Hauseck auf dem Urkataster von Bayern

Die Burgruine der Gipfelburg befindet sich im Naturpark Fränkische Schweiz-Veldensteiner Forst unmittelbar nordöstlich des Ortes Hauseck auf dem Hausecker Schlossberg in der Gemeinde Etzelwang, etwa 1,4 Kilometer ostsüdöstlich der Kirche in Hirschbach. Sie teilt sich in eine Oberburg auf einem Felsriff in 505 Metern Höhe und eine Unterburg, die am Westfuß des Riffes stand.
Man erreicht die ehemalige Burg am besten vom Ort Hauseck aus, indem man der Straße, die durch Hauseck führt, bis an ihr Ende folgt. Dort beginnt das private Anwesen in der Unterburg. Um auf das Felsriff der Oberburg zu gelangen, folgt man einem Fußpfad an der westlichen Seite des Riffes steil nach oben.
Südöstlich in der Nähe befinden sich die Burgruine Rupprechtstein mit dem Burgstall Werdenstein und ein weiterer Burgstall, genannt „Trutziger Kaiser“. In nordöstlicher Richtung bei Eschenfelden liegt der Burgstall Altenburg auf dem Wachtberg und in nördlicher Richtung die Burgruine Hartenstein.

## Geschichte der Burg
Die Burg Hauseck wurde 1338 in einem Teilungsvertrag um die Pfalzgrafschaft zwischen den Söhnen von Herzog Rudolph I. und ihrem Neffen Ruprecht II. zum ersten Mal bezeugt. Im Hausvertrag von Pavia vom 4. August 1329, mit dem das Territorialherzogtum Bayern geteilt wurde, wurde Hauseck aber noch nicht erwähnt, was für eine relativ späte Erbauung zwischen den Jahren 1329 und 1338 spricht. Wahrscheinlich wurde die Burg von Herzog Rudolph I. zur Sicherung seiner Machtansprüche gegenüber den Schenken von Reicheneck errichtet. Eine fundierte archäologische Untersuchung über die Entstehung der Burg steht aber (Stand: 2009) noch aus.
Die Pfalzgrafen konnten ihre Burg Hauseck nicht lange halten. Sie mussten die Anlage und große Teile der Oberen Pfalz wegen finanzieller Verpflichtungen gegenüber dem damaligen römisch-deutschen und böhmischen König Karl IV. 1353 verpfänden.
König Karl IV. verlieh die Burg 1354 als böhmisches Lehen an den Kammermeister der Königin, Konrad von Kemnath und räumte ihm auch das Öffnungsrecht ein. Wenig später erbten seine vermutlichen Söhne Johann, Conrad und Heinrich Kemnather das Lehen und erneuerten das Öffnungsrecht 1358. Heinrich XI. von Wildenstein und seine Frau Elsbeth von Henfenfeld erwarben kurz darauf das Lehen und gaben es am 6. Februar 1372 an ihren Verwandten Ulrich von Henfenfeld weiter. Er verkaufte Hauseck am 26. Mai 1380 an Stephan von Wolfstein.
Die Burg Hauseck blieb zwar böhmischen Lehen, aber nach dem Vertrag von Fürstenwalde, in dem der bisherige Kurfürst der Mark Brandenburg, Otto V., gegen eine Entschädigung von 500.000 Gulden und einigen Burgen und Städten in der Oberpfalz auf die Herrschaftsrechte über die Mark Brandenburg zu Gunsten der Luxemburger verzichtete, fiel das Öffnungsrecht ab 1373 den Bayernherzögen zu.
Vor 1489 erwarb der Laufer Hammerherr Jörg Petz die Burg von den Wildensteinern, veräußerte sie aber 1492 an Sebold Peringsdorfer und seinen Schwiegersohn Jobst II. Haller. Dieser überließ die Nutzung der Burg um 1500 dem Nürnberger Rat.
Im Landshuter Erbfolgekrieg, in dem es um die Erbfolge der Bayernherzöge ging, wurde die Burg Hauseck 1504 von den Pfälzern eingenommen, jedoch von Nürnberger Truppen zurückgewonnen.
1507 wurde die Burg dann von Jobst III. Haller an die Reichsstadt Nürnberg verkauft und vermutlich von dem Nürnberger Steinmetzmeister Michael Beheim instand gesetzt Sie wurde ein Nürnberger Pflegschloss.
Das Ende der Burg Hauseck kam im Zweiten Bundesständigen Krieg, in dem Albrecht Alcibiades, Markgraf von Brandenburg-Kulmbach und Bayreuth, zahlreiche Raubzüge und Plünderungen, die zur Zerstörung vieler Orte und Burgen im Reich, insbesondere in Franken, führten, unternahm. Seine Truppen zogen am 27. Mai 1552 vor die Burg und steckten sie in Brand.
Die Reichsstadt ließ sie anschließend in Trümmern liegen. 1774 ist nur noch von einem verfallenen Steinhaufen die Rede.
Heute steht im Bereich der Unterburg, von der fast nichts mehr erhalten ist, ein privates Anwesen, die Oberburg auf einem Felsriff ist vom völligen Abgang bedroht.